# Abel Jafri
Abel Jafri, né le 5 décembre 1965 à Tunis en Tunisie, est un acteur français d'origine tunisienne.

## Biographie
Au cinéma, il joue des rôles secondaires pour, entre autres, Claude Sautet, Fabien Onteniente  et Karim Dridi, avant que Mel Gibson l’engage pour interpréter un gardien du temple sur sa Passion du Christ. Un rôle qui lui permet d’accéder au haut de l’affiche dans L'Autre Moitié de Rolando Colla ce qui lui permet de décrocher le prix d'interprétation masculine, conjoint avec son partenaire Kader Boukhanef, au Festival international du film d'Amiens, et dans les films de Rabah Ameur-Zaïmeche : Bled Number One, Dernier maquis et Les Chants de Mandrin. Puis c’est Abderrahmane Sissako qui lui offre le rôle d’Abdelkrim, le chef jihadiste complexe, dans Timbuktu. Il a joué l'un des rôles principaux dans le film Voyoucratie de FGKO, sorti début 2018. Et dans le film L'extraordinaire voyage du Fakir de Ken Scott.
Il donne également des cours aux élèves de l’école de la Cité du cinéma créée par Luc Besson, à Saint-Denis.

## Filmographie

### Cinéma

#### Longs métrages
- 1991 : Jalousie de Kathleen Fonmarty : Abel
- 1992 : Isabelle Eberhardt d'Ian Pringle : l’assassin d’Isabelle Eberhardt
- 1992 : La Femme à abattre de Guy Pinon : le tueur
- 1994 : Un dimanche à Paris d’Hervé Duhamel : un ami à la fête
- 1995 : Nelly et Monsieur Arnaud de Claude Sautet : Tayeb
- 1997 : L'Autre côté de la mer de Dominique Cabrera :
- 1998 : En attendant la neige d'Antonio et Killy Olivares : le type dur
- 1998 : Je suis né d'une cigogne de Tony Gatlif : la voix de la cigogne
- 1999 : Mondialito de Nicolas Wadimoff : l’arbitre
- 2001 : Les Rois mages de Didier Bourdon et Bernard Campan : Aziz
- 2001 : Et après ? de Mohamed Ismaïl : un immigrant
- 2002 : Trois zéros de Fabien Onteniente : Karim
- 2003 : Fureur de Karim Dridi : l’entraineur de boxe
- 2003 : Les Amateurs de Martin Valente : un braqueur
- 2004 : La Passion du Christ (The Passion of the Christ) de Mel Gibson : le chef des gardiens du Temple
- 2005 : Quartier V.I.P de Jean-Marie Chevret et Laurent Firode : Momo
- 2005 : Avant l'oubli d’Augustin Burger : Abdallah
- 2006 : Bled Number One de Rabah Ameur-Zaïmeche : Bouzid
- 2007 : L'Autre moitié de Rolando Colla : Hamid
- 2007 : Cargo, les hommes perdus de Léon Desclozeaux : Hassan
- 2008 : Asylum d’Olivier Château : le décontracté
- 2008 : Dernier maquis (Adhen) de Rabah Ameur-Zaïmeche : le mécanicien
- 2009 : Lady blood de Jean-Marc Vincent : Rachid
- 2011 : Toi, moi, les autres d’Audrey Estrougo : Abedllatif
- 2011 : Parfums d’Alger de Rachid Benhadj
- 2012 : Les Chants de Mandrin de Rabah Ameur-Zaïmeche : la Buse
- 2012 : Dans la tourmente de Christophe Ruggia : Farid
- 2012 : Pauvre Richard de Malik Chibane : le placier
- 2012 : Zabana ! de Saïd Ould Khelifa ; Abdelkader Ferradj
- 2013 : Juliette de Pierre Godeau : Kimel
- 2013 : 419 d'Eric Bartonio (d'après le roman éponyme de Loulou Dédola)
- 2014 : Timbuktu d'Abderrahmane Sissako : Abdelkerim
- 2014 : Voyoucratie de Fabrice Garçon et Kevin Ossona : Abbas
- 2015 : Histoire de Judas de Rabah Ameur-Zaïmeche : un prêtre
- 2015 : Nos futurs de Rémi Bezançon : le manager du fast-food
- 2016 : La Route d'Istanbul de Rachid Bouchareb : l'agent de police turc
- 2017 : Valérian et la Cité des mille planètes de Luc Besson : le chauffeur de bus
- 2017 : L'Extraordinaire voyage du fakir qui était resté coincé dans une armoire Ikea de Ken Scott : capitaine Fik
- 2020 : Sœurs de Yamina Benguigui : le juge en Algérie
- 2022 : Les Miens de Roschdy Zem : Adil

#### Courts métrages
- 1994 : La bicoque d’Annie Miller
- 1996 : L’élu de Khaled Ghorbal
- 1999 : Cours Belsunce d’Augustin Burger
- 1999 : Le timide de Fabien Michel : l’ambulancier
- 1999 : Amants de Marie Brand
- 2001 : L’éternel garçon de Mohammed Himi
- 2002 : Bac à sable de Coralie Dutot
- 2002 : Aller-retour de Driss El Haddaoui
- 2010 : Les yeux baissés de Kamal Lazraq
- 2011 : Protestation (Einspruch VI) de Rolando Colla
- 2013 : La virée à Paname de Carine May et Hakim Zouhani : le patron du bar
- 2013 : Frères ennemis de Yacine Balah
- 2014 : L’offre de Moira Pitteloud : le père
- 2015 : Voiler la face d’Ibtissem Guerda

### Télévision

#### Téléfilms
- 1989 : L'été de tous les chagrins de Serge Moati : Ali
- 1994 : Couchettes express de Luc Béraud
- 1996 : La peau du chat de Jacques Otmezguine : le jeune beur
- 1997 : Ni vue, ni connue de Pierre Lary : l’adjoint du commissaire Gravier
- 1998 : Nés quelque part de Malik Chibane  : un contrôleur
- 1999 : La crèche de Jacques Fansten
- 1999 : Sam d'Yves Boisset : Younes
- 2005 : Nom de code : DP de Patrick Dewolf
- 2006 : Harkis d’Alain Tasma : un harki
- 2008 : La Mort n'oublie personne de Laurent Heynemann : Moktar
- 2009 : Le Choix de Myriam de Malik Chibane : Moustapha adulte

#### Séries télévisées
- 1995 : Les Cordier, juge et flic, épisode Un si joli témoin d’Yves Amoureux : un agent
- 1997 : Maître Da Costa, épisode Le doigt e Dieu de Bob Swaim
- 1999 : Le bahut d’Arnaud Sélignac
- 2000 : Le Lycée de Miguel Courtois
- 2001-2003 : Famille d'accueil, 4 épisodes : Farid
- 2001-2003 : PJ de Gérard Vergez : le médecin
- 2002 : Âge sensible, épisode Le pour et le contre de Carine Tardieu : le père de Fatia
- 2009-2012 : Aïcha, 3 épisodes de Yamina Benguigui : Mourad
- 2009 : Engrenages de Philippe Venault et Philippe Triboit : Abdel
- 2010 : Enquêtes réservées, épisode Jardins secrets de Gérard Cuq : Amir Chahine
- 2013 : Lekarze : Jacques
- 2019 : Nina, saison 5, épisode 5
- 2021 : Lupin, saison 1, épisode 4
- 2023 : HPI (saison 3, épisode 3 « Décalage horaire) de Vincent Jamain : Farid

## Théâtre
- 1993 : Maroc tristement au cœur de Yoland Simon, mise en scène Patrick Massiah, Fest Le Havre
- 1994 : Tropismes de Nathalie Sarraute
- 1996 : L’Algérie en éclat de Catherine Lévy Marie, Bib bang théâtre d’Avignon
- 1996 : Je suis la vieille dame du libraire d’après le roman de François Perche, adaptation et mise en scène de Rachel Salik
- 1998 : De mer et de sable de Yoland Simon

## Distinctions

### Récompenses
- 2007 : prix d’interprétation masculine au Festival international du film d'Amiens pour  L'Autre Moitié de Rolando Colla

### Décoration
- 2015 :  Chevalier de la Légion d'honneur [3]